# 喬治·莫斯托
喬治·丹尼爾·莫斯托（George Daniel Mostow，1923年7月4日—），美國數學家，因在李理論的貢獻而聞名。他是美國國家科學院院士，美國數學學會第49任主席（1987年–1988年），普林斯頓高等研究院前理事。
他發現的李群的格的剛性，稱為莫斯托剛性。他對剛性的研究，在三位菲爾茲獎得主格列戈里·馬爾古利斯、威廉·瑟斯頓、格里戈里·佩雷爾曼的工作中發揮關鍵作用。

## 生平
喬治·莫斯托生於1923年。1948年他獲得哈佛大學博士學位。他從1952年到1961年在約翰·霍普金斯大學出任第一份主要教職，從1961年起在耶魯大學擔任教授，直至1999年退休。1974年，他獲選為美國國家科學院院士。從1982年到1992年，他擔任普林斯頓高等研究院的理事。1993年，他因著研究成果及1973年的著作Strong rigidity of locally symmetric spaces，獲得美國數學學會Leroy P. Steele重大研究貢獻獎。2013年，他獲得沃爾夫數學獎。

## 工作
他發現並研究了半單李群（沒有緊緻因子群及中心）的格的剛性性質，此處的格即是半單李群的離散子群，使得李群模去離散子群的商空間是緊緻的。他的1972年的剛性定理指這些半單李群的格之間的同構，可以擴張至李群之間的解析同構，{\displaystyle SL(2,\mathbb {R} )/\pm 1}除外。應用至雙曲流形上，得出高於二維的有限體積雙曲流形，可以從其基本群確定。（在二維時（緊緻黎曼曲面）不成立：每個情況會有多個雙曲結構，以泰希米勒空間參數化。）莫斯托的工作激發了對稱空間的研究（威廉·瑟斯頓的三維流形分類），並成為類似的剛性定理的範例，例如格列戈里·馬爾古利斯基於莫斯托的工作，在1974年證明對秩大於1的半單李群的格的算術性。

## 外部連結
- AMS Presidents: A Timeline（页面存档备份，存于） at the American Mathematical Society website.
- 喬治·莫斯托在數學譜系計畫的資料。
- Enlightenment at a red traffic light: Wolf Prize laureate Prof. George Daniel Mostow made his greatest scientific breakthrough while driving.（页面存档备份，存于）